# Werner Janssen (Komponist)

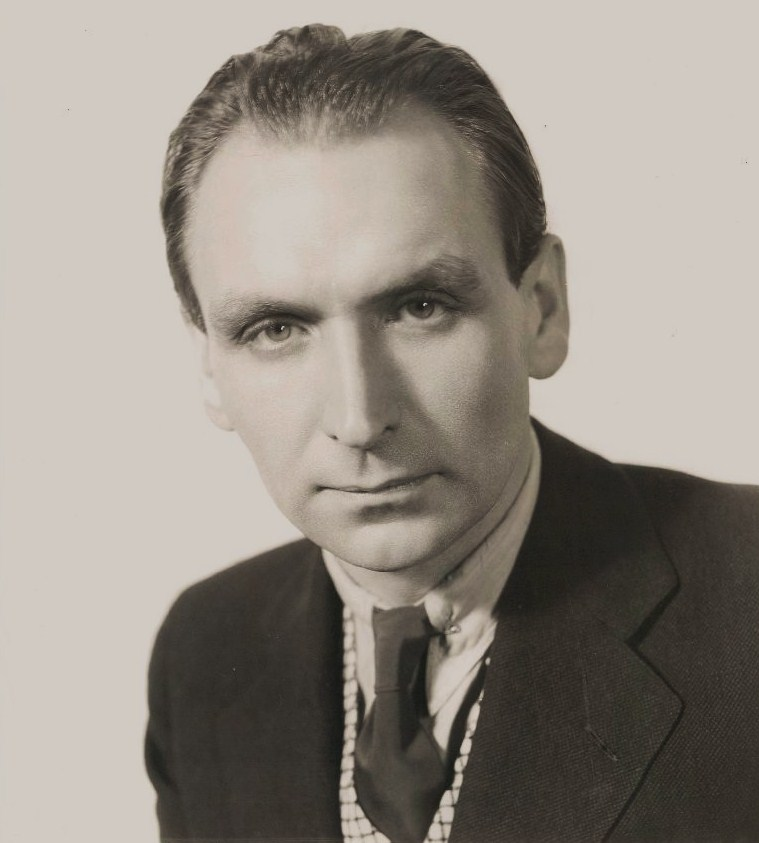
Werner Janssen

Werner Janssen (* 1. Juni 1899 in New York City; † 19. September 1990 in Stony Brook, New York) war ein US-amerikanischer Dirigent und Komponist der klassischen Musik sowie von Filmmusik.

## Leben
Janssen wurde in New York City geboren. Sein Vater betrieb dort das Restaurant Hofbräuhaus und war der Ansicht, dass sein Sohn seine berufliche Zukunft ebenfalls im Familienbetrieb zu sehen hätte, obwohl der junge Mann eine musikalische Karriere anstrebte. Nachdem Janssen seinen gymnasialen Abschluss an der Phillips Exeter Academy erreicht hatte, musste er sich selbst um seine weitere Ausbildung kümmern, wobei er Unterstützung durch das Dartmouth College erfuhr. Das Geld für seine Ausbildung verdiente er sich als Kellner und mit dem Verkauf seiner eigenen Kompositionen. Janssen setzte seine Studien fort, indem er am New England Conservatory of Music studierte, wo die Komponisten George Chadwick und Frederick Shepherd Converse lehrten. Zusätzlich studierte er noch Klavier bei Arthur Friedheim, einem Schüler Liszts.
Im Ersten Weltkrieg diente Janssen beim US-amerikanischen Militär in der Infanterie. Nach Beendigung des Krieges setzte er sein Studium fort und schloss es 1921 mit einem Bachelor-Abschluss am Dartmouth College ab. Als freier Komponist schrieb er unter anderem Jazz-Songs für die Musikverlage der Tin Pan Alley und war auch als Pianist seiner eigenen Musik tätig. Von 1925 bis 1926 komponierte er für die Ziegfeld Follies mehrere Songs, die nationale Hits wurden. Diese Einnahmen verhalfen ihm zu weiteren Studien bei Felix Weingartner in Basel und Hermann Scherchen in Straßburg. In der Folge erhielt er ein Stipendium der Juilliard School und den Preis der American Academy in Rome für seine Tondichtung fürs große Orchester mit dem Jazz-Idiom New Yorks Eve in New York. Aus Engagements 1927 und 1929 wurde er frühzeitig entlassen, woraufhin er sich zu einem weiteren dreijährigen Studium an der Accademia Nazionale di Santa Cecilia in Rom entschloss, wo Ottorino Respighi sein Mentor wurde. Daraus resultierten weitere neue Kompositionen einschließlich der Louisiana Suite und des Streichquartetts American Kaleidoscope, aufgeführt durch das Quartetto di Roma, was zu einem Engagement mit dem Royal Orchestra von Rom führte. Dieses Verpflichtung führte ihn durch viele Städte in Europa (Berlin, Budapest, Kopenhagen, Riga, Stockholm und Turin). 1934 führte Janssen ein Konzert mit Werken von Jean Sibelius in Helsinki auf, von dem Sibelius sich begeistert zeigte. Nach seinem zweiten Konzert erhielt Janssen im März 1936 die Auszeichnung Order of the White Rose von der finnischen Regierung für seinen Beitrag zur finnischen Musik.
In der Saison 1934/1935 wurde Janssen außerdem zum Leiter des New York Philharmonic Orchestra ernannt und war damit der erste in Amerika geborene Dirigent, der das Orchester leitete. Von 1937 bis 1939 leitete er dann das Baltimore Symphony Orchestra.
Während dieser Zeit trat man an ihn heran, Filmmusik zu komponieren. Seine erste Komposition entstand für den Film Der General starb im Morgengrauen (1936), die eine Oscarnominierung erhielt, der nachfolgend noch fünf weitere für von ihm komponierte Filmmusik folgen sollten, und zwar für die Filme Blockade (1938), Zauberer der Liebe (1939), Unter schwarzer Flagge, Guest in the House und Der Mann aus dem Süden (alle 1945).
Außer für die deutsche Fernsehproduktion Robin Hood, der edle Räuber, schrieb er die Musik für weitere Filme. Des Weiteren komponierte er die Suite Foster (1937), das Streichquartett Nr. 2 (1938), das Oktett für Fünf (1965) und das Quintett für zehn Instrumente (1968). 1940 gründete er das Janssen Symphony Orchestra in Los Angeles, das sich zu einem Konkurrenzunternehmen des Los Angeles Philharmonic Orchestras entwickelte. Auch ein Forum für zeitgenössische Musik entstand unter Janssens Leitung. Außerdem war Janssen der Musikdirektor des Utah Symphony- und des Oregon Symphony Orchestra sowie der San Diego Philharmoniker. Im Laufe seiner Karriere hatte Janssen weitere Positionen in bekannten Orchestern inne (Toronto Symphony Orchestra, Belgrader Philharmonie, Wiener Staatsoper und Wiener Volksoper). In den frühen 1970er-Jahren kehrte der Komponist dann in die USA zurück.

## Privates
1937 ging Janssen eine Ehe mit der Schauspielerin Ann Harding ein, die ein Kind mit in die Verbindung brachte. Die Ehe wurde 1963 geschieden. Seine zweite Ehefrau wurde Christina Heintzmann. Die Ehe hielt bis zu seinem Tod. Das Ehepaar hatte zusammen drei Kinder. Janssen starb am 19. September 1990 in Stony Brook im US-Bundesstaat New York und hinterließ neben seiner Ehefrau seine drei Kinder, zwei Schwestern, vier Enkelkinder und acht Urenkel.

## Auszeichnungen und Ehrungen
- Juilliard Fellowship
- Prix de Rome für seine Musikkompositionen, American Academy in Rom, 1930
- Fellow der American Academy in Rome, 1930
- Ehrendoktorwürde in Musik (Mus.D. honoris causa) des Dartmouth Colleges, 1935
- Finnischer Orden der Weißen Rose, Ritter erster Klasse, 1936

### Oscarnominierungen
- 1937: „Beste Musik“ zum Film Der General starb im Morgengrauen (The General Died at Dawn)
- 1939: „Beste Original-Filmmusik“ zum Film Blockade
- 1940: „Beste Original-Filmmusik“ zum Film Zauberer der Liebe (Eternally Yours)
- 1946: „Beste Filmmusik (Drama/Komödie)“ zu den Filmen Guest in the House, Unter schwarzer Flagge (Captain Kidd), Der Mann aus dem Süden (The Southerner)

## Filmkompositionen
- 1936: Der General starb im Morgengrauen (The General Died at Dawn)
- 1938: Blockade
- 1939: Winter Carnival
- 1939: Zauberer der Liebe (Eternally Yours)
- 1939: Slightly Honorable
- 1940: The House Across the Bay
- 1940: Lights Out in Europe
- 1944: Guest in the House
- 1945: Der Mann aus dem Süden (The Southerner)
- 1945: Unter schwarzer Flagge (Captain Kidd)
- 1946: Eine Nacht in Casablanca (A Night in Casablanca)
- 1948: Ohne Erbarmen (Ruthless)
- 1957: Uncle Vanya
- 1966: Robin Hood, der edle Räuber (Fernsehfilm)
- 1981: Acting: Lee Strasberg and the Actors Studio (Dokumentation)